# آرسن لوپن
آرسن لوپن (به فرانسوی: Arsène Lupin) شخصیتی داستانی است که نخستین بار در مجموعه رمانهای پلیسی-جنایی نوشته شده توسط موریس لوبلان، نویسنده فرانسوی پدید آمد، و چنان مورد استقبال قرار گرفت که بعدها بر مبنای این شخصیت تعداد زیادی داستان و فیلم و مجموعه تلویزیونی ساخته شد

## مرور اجمالی

جلد نسخه فرانسوی کتاب آرسن لوپن در برابر شرلوک هولمز

این شخصیت نخست در کشورهای فرانسوی زبان محبوبیت بسیاری یافت و سپس و بعد از آن که نام او در داستانی در کنار نام شرلوک هلمز قرار گرفت نزد مردم انگلیسی زبان جهان نیز، شهرت و محبوبیت یافت.
در مجموع بیست جلد از کتابهای مجموعه آرسن لوپن توسط موریس لبلان نوشته شد، که از آن جمله می‌توان به داستان‌های: مجادله آرسن لوپن با شرلوک هلمز، آرسن لوپن عیار جوانمرد، درد دل‌های آرسن لوپن، سر تنگ بلور، هشت ضربه ساعت، دختر خانم سبزچشم، آرسن لوپن در نقش کارآگاه آرسن لوپن، خانه مرموز آرسن لوپن، دختر ژوزف بالسمو، احتراق بمب، توده طلا، چشمان سبز و آبی، معاشقه آرسن لوپن، دزد ظریف، دندان ببر، رقاص جوان، زنگ‌های ساعت، سنگ معجزه، عملیات خارق‌العاده آرسن لوپن، قصر مرموز کشتی انرژیک یا میلیاردر راهزن گردنبند هشتصد و سیزده، اشاره کرد. افزون بر این آثار که توسط خود لبلان نوشته شدند، دنباله پنج داستان او بعدها توسط نویسندگان دیگر نوشته شد.
شخصیت آرسن لوپن برای نخستین بار در یک مجموعه از داستان‌های کوتاه دنباله‌دار که در مجله Je Sais Tout، منتشر می‌گردید، معرفی شد. انتشار این مجموعه داستان‌های کوتاه از شماره ششم این نشریه که در تاریخ ۱۵ ژوئیه سال ۱۹۰۵ منشر شد، آغاز گردید. این شخصیت در اصل این داستانها آرسن لوپین نامیده می‌شد، امّا زمانی که یک سیاستمدار محلی به همین نام، نسبت به تشابه اسمی شخصیت این سارق حرفه‌ای با نام خودش، اعتراض کرد، و در نتیجه مدیران این نشریه ناگزیر به تغییر نام این شخصیت گردیدند.
احتمال دارد که لوبلان شخصیت آرسن لوپن را بر مبنای شخصیت یکی از آنارشیست‌های فرانسوی به نام ماریوس ژاکوب خلق کرده باشد، که ماجرای محاکمه جنجالی او در مارس سال ۱۹۰۵ در سرفصل اخبار فرانسه قرار داشت.

## آرسن لوپن از دیدگاه جمالزاده

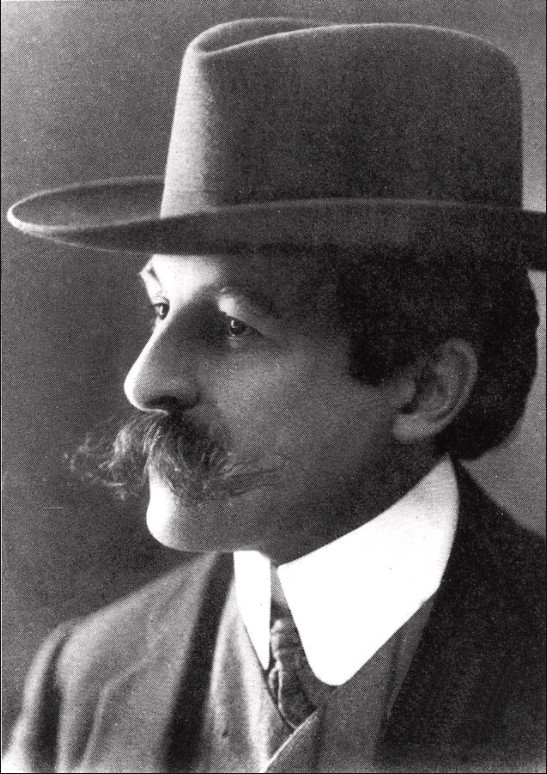
لوپن در ۱۸۶۴ میلادی

محمد علی جمال‌زاده، نویسنده و داستان پرداز شهیر ایرانی، این شخصیت را در مقدمه داستان «کلاغی∗»، از کتاب «آسمان و ریسمان» خود، این گونه معرفی کرده است:
از جمله متقدمین همین گروه نویسندگان (منظور نویسندگان داستان‌های پلیسی است)، یکی همین موریس لوبلان فرانسوی است که بهترین کتاب‌ها و داستان‌هایش شرح حال و کارهای عیّار طرّار زبر دستی به نام آرسن لوپن است که با سرکردهٔ شبروان خودمان، نسیم عیار معروف، لاف همسری می‌زند و همچنان که رستم زابلی از مخلوقات طبع بلند فردوسی طوسی است، آرسن لوپن هم آفریدهٔ ذهن وقاد و هوش تیز و موشکاف همین نویسندهٔ فرانسوی است… در حق او نیز می‌توان گفت: «دزدی که بدزدد ز شهان: افسر شاهی، و ز شب: رنگ سیاهی، و ز یک ذره: دو قنطار، و ز یک حبّه: دو دینار، و ز عصفور: پر مرغ!...».

## آرسن لوپن در فرهنگ عامیانه ایرانی
در تاریخ اجتماعی ایران نیز شخصیت آرسن لوپن به صورت یک ضرب‌المثل درآمده و از جمله گاهی نزد عوام، افراد شارلاتان و چاچول باز با نام آرسن لوپن خوانده می‌شوند و مثلاً در مورد چنین افرادی گفته می‌شود که: «فلانی خیلی آرسن لوپن است»، یا: «عجب آرسن لوپنی هست این فلانی!».